# Bernd Nestler
Bernd Nestler (* 7. Oktober 1953) ist ein deutscher ehemaliger Fußballspieler. Von 1973 bis 1984 spielte er für verschiedene Betriebssportgemeinschaften in der DDR-Liga, der zweithöchsten Spielklasse im DDR-Fußball.

## Sportliche Laufbahn
Nachdem Bernd Nestler bis 1973 für die BSG Motor Annaberg in der drittklassigen Bezirksliga gespielt hatte, wechselte er zur Saison 1973/74 zum DDR-Ligisten BSG Motor Werdau. Dort wurde er bis 1976 als Stürmer eingesetzt und kam auf 52 DDR-Liga-Spiele, in denen er zehn Tore erzielte. 1976 wurde er mit der Mannschaft Staffelsieger, die sich damit für die Aufstiegsrunde zur DDR-Oberliga qualifizierte. Nestler wurde in sieben der acht Aufstiegsspiele aufgeboten, als Tabellendritter verpasste die BSG Motor jedoch den Aufstieg. 
Im November 1976 wurde Bernd Nestler zum Wehrdienst in der Nationalen Volksarmee eingezogen. Um weiter Fußball spielen zu können, verpflichtete sich Nestler über die normalen 18 Monate hinaus bis zum Herbst 1979 und wurde in den Kader der Armeesportgemeinschaft ASG Vorwärts Plauen aufgenommen. Mit der ASG spielte Nestler bis zum Oktober 1979 weiter in der DDR-Liga. Er bestritt 51 Ligaspiele, in denen er wie gewohnt als Stürmer eingesetzt wurde und war mit vier Toren erfolgreich. 
Nach seiner Entlassung aus dem Militärdienst kehrte Nestler zur BSG Motor Werdau zurück. Dessen Trainer Dietmar Pohl funktionierte ihn zum Mittelfeldspieler um. Als solcher bestritt Nestler bis zum Ende der Spielzeit 1981/82 32 Spiele in der DDR-Liga und kam trotz seiner neuen Position auf acht Punktspieltore. 
Zur Saison 1982/83 nahm Bernd Nestler einen erneuten Mannschaftswechsel und schloss sich dem DDR-Ligisten BSG Aktivist Kali Werra Tiefenort an. Dort absolvierte er zwei Spielzeiten und erschien im offiziellen Spieleraufgebot jeweils als Stürmer. Als solcher kam er 1982/83 auch in 20 der 22 ausgetragenen Ligaspiele zum Einsatz und wurde mit seinen vier Treffern zweitbester Torschütze der Mannschaft. 1983/84 bestritt er nur elf Punktspiele, bei denen er nur dreimal in der Startelf stand. Am letzten Spieltag dieser Saison kam er noch zu seinem einzigen DDR-Liga-Tor für Tiefenort. 
Anschließend beendete Bernd Nestler seine Laufbahn als Leistungssportler. Als Freizeitkicker blieb er noch bei dem Bezirksligisten BSG Werkzeugkombinat in Schmalkalden aktiv.